# František Kriegel
František Kriegel (Stanislau, 1908. április 10. - Prága, 1979. december 3.) csehszlovák orvos, kommunista politikus, csehszlovák nemzetgyűlési képviselő és a föderatív Csehszlovák Szövetségi Gyűlés tagja. Az egyedüli aki 1968-ban elutasította a moszkvai protokoll aláírását, illetve egyike azoknak akik a szovjet katonaság csehszlovákiai "ideiglenes" állomásoztatása ellen szavazott.

## Élete
Galíciai zsidó családban született. Az 1920-as évek végén Prágába ment tanulni és a német egyetemen orvosi végzettséget szerzett. Már 1932-től a baloldali Levá fronta szervezet tagja volt. 1934-1936 között a prágai belső klinikán volt gyakornok. 1936-ban a Csehszlovák Kommunista Párt tagjaként részt vett a Spanyol polgárháború nemzetközi brigádjában, mint orvos. Őrnagyi rangot szerzett, majd a vereség után 1939-ben Kínába ment a Norvég Vöröskereszt soraiban, hogy a megtámodott országban dolgozzon. Megtanult kínai nyelven és 1942-ben a burmai harcokba küldték. Itt érte a második világháború vége 1945-ben.
1968-ban a prágai tavasz egyik meghatározó alakja volt. A Moszkvába hurcolt csehszlovák delegáció egyik tagja volt, de elutasította a moszkvai protokoll aláírását. Később a szovjet csapatok állomásoztatása ellen szavazott 1968 őszén. Ezután megbélyegezték. 1976 decemberében a Charta ’77 három aláíró orvosának (Jiřina Zelenková, František Bláha) egyike. A prágai motoli temetőben nyugszik.
1948 februárjában a kommunista párt prágai megyei szervezetének elnöke volt. 1969-ben már a husáki normalizáció kezdeti időszakában kizárták a Csehszlovák Kommunista Pártból.

## Emlékezete
- A Charta 77 Alapítvány által adományozott František Kriegel-díj
- 2015-ben in memoriam megkapta a Tomáš Garrigue Masaryk érdemrend I. osztályát
- Emléktábla, Prága
- Utca Mělník központjában
- 2023 Muž, který stál v cestě (koprodukciós film)[7]